# Isa Halim
Mohd Isa bin Mohd Halim (ur. 15 maja 1986 w Singapurze) – singapurski piłkarz grający na pozycji obrońcy i pomocnika.

## Kariera klubowa
Karierę piłkarską Halim rozpoczął w 2005 roku jako piłkarz klubu Woodlands Wellington FC. W barwach tego klubu Halim rozegrał 25 spotkań. W następnym sezonie Halim przeniósł się do Young Lions. Przez 3,5 roku gry w tym klubie piłkarz rozegrał 77 spotkań i strzelił 3 gole.
W trakcie sezonu 2009 Halim podpisał kontrakt z Home United FC. Przez 2,5 roku gry w tym klubie zawodnik ten rozegrał 66 spotkań. Od 2012 roku Halim jest zawodnikiem Singapore Lions XII, klubu grającego w Malaysia Super League. W 2015 przeszedł do Tampines Rovers. W latach 2016–2017 grał w Geylang International FC.

## Kariera reprezentacyjna
W reprezentacji Singapuru Halim zadebiutował 11 października 2005 roku w meczu z Kambodżą. Z reprezentacją dwukrotnie wygrał mistrzostwa ASEAN (w 2007 i 2012 roku). Dotychczas w kadrze narodowej Halim rozegrał 53 spotkania i strzelił jednego gola.